# Michael Eric Reid
Michael Eric Reid (New York, 30 dicembre 1992) è un attore statunitense.

## Biografia
Reid è apparso in Saturday Night Live, David Letterman Show con David Letterman e altri programmi televisivi. 
Dal 2010 al 2013 ha interpretato il ruolo di Sinjin Van Cleef in Victorious.

## Filmografia

### Cinema
- House of D - Il mio amico speciale, regia di David Duchovny (2004)
- Fame - Saranno famosi, regia di Kevin Tancharoen (2009)
- The Funhouse Massacre (2015)
- The Honor Farm (2017)
- Mamaboy (2017)
- Camp Cold Brook, regia di Andy Palmer (2018)

### Televisione
- Saturday Night Live - serie TV (2003)
- Law & Order: Criminal Intent - serie TV, episodio 3x10 (2004)
- Ed - serie TV, episodio 4x14 (2004)
- Miss Guided - serie TV, episodi 1x02-1x03 (2008)
- Weeds - serie TV, episodio 5x12 (2009)
- Victorious - serie TV, 60 episodi (2010-2013)
- Workaholics - serie TV, episodio 1x04 (2011)
- iCarly - serie TV, episodio 4x10 (2011)
- Modern Family - serie TV, episodio 3x08 (2011)
- Sam & Cat - serie TV, episodio 1x27 (2014)

## Doppiatori italiani
- Stefano Pozzi in Victorious, iCarly e Sam & Cat